# الجمعية الجغرافية الملكية
الجمعية الجغرافية الملكية هي جمعية علمية أنشئت في لندن عام 1830 م، مكوّنة من المهتمين بالاستكشاف، والدراسات الجغرافية. تضم الجمعية اليوم نحو 10,500 عضو، في عديد من الدول.
من أبرز نشاطاتها إصدارها «المجلة الجغرافية» (بالإنجليزية: The Geographical Journal)‏، والتي تصدر أربع مرات في السنة.

## روابط خارجية
- الجمعية الجغرافية الملكية على موقع الموسوعة البريطانية (الإنجليزية)